# Serghei Fokicev
Serghei Fokicev (n. 4 februarie 1963, Cerepoveț, RSFS Rusă, URSS) este un patinator de viteză ce a reprezentat Rusia, medaliat olimpic. A participat la 2 ediții ale Jocurilor Olimpice (1984, 1988) în care a câștigat o medalie de aur.